# Settore di copertura

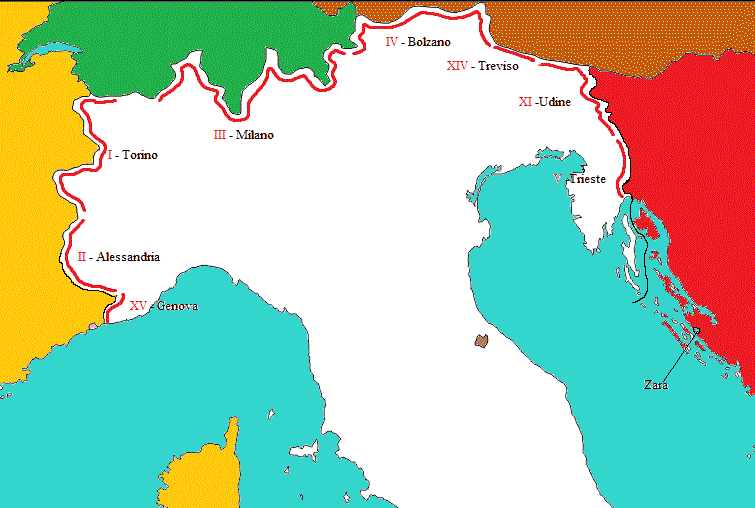
I corpi d'armata della Guardia alla frontiera nel 1940.

Il settore di copertura era, ai tempi della Guardia alla frontiera (G.a.F.), la suddivisione degli sbarramenti appartenenti al Vallo Alpino del Littorio.

## Settori
I settori di copertura nel 1943 erano suddivisi principalmente per ricoprire l'Italia del nord, e quindi nacquero così i settori di copertura per il Vallo alpino occidentale, per il Vallo alpino settentrionale e per il Vallo alpino orientale. In seguito si andarono a creare altri settori dove collocare le truppe della Guardia alla frontiera anche nei nuovi territori conquistati dal Regno d'Italia, come l'Albania, la Libia e la Tunisia.

### In Italia

#### Vallo alpino occidentale
| Corpo d'armata   | Settore                       | Sottosettori                     | Sede comando           | Posizione                          |
| ---------------- | ----------------------------- | -------------------------------- | ---------------------- | ---------------------------------- |
| XV - Genova      | I Bassa Roja                  | 1/a Destra Roja                  | Ventimiglia            | Mar Ligure - Testa dell'Alpe       |
| XV - Genova      | I Bassa Roja                  | 1/b Sinistra Roja                | Dolceacqua             | Mar Ligure - Testa dell'Alpe       |
| XV - Genova      | V Media Roja                  | 5/a Muratone                     | Pigna                  | Testa dell'Alpe - Balcone di Marta |
| XV - Genova      | V Media Roja                  | 5/b Marta                        | Molini di Triora       | Testa dell'Alpe - Balcone di Marta |
| II - Alessandria | II Alta Roja - Gessi          | 2/a Alta Roja                    | Tenda                  | Balcone di Marta - Ponte Negri     |
| II - Alessandria | II Alta Roja - Gessi          | 2/b Gessi                        | Valdieri               | Balcone di Marta - Ponte Negri     |
| II - Alessandria | III Stura                     | 3/a Collalunga - San Salvatore   | Vinadio                | Ponte Negri - Passo di Vanclava    |
| II - Alessandria | III Stura                     | 3/b Alta Stura                   | Sambuco                | Ponte Negri - Passo di Vanclava    |
| II - Alessandria | IV Maira - Po                 | 4/a Maira                        | Prazzo                 | Passo di Vanclava - Monte Granero  |
| II - Alessandria | IV Maira - Po                 | 4/b Varaita                      | Casteldelfino          | Passo di Vanclava - Monte Granero  |
| II - Alessandria | IV Maira - Po                 | 4/c Po                           | Crissolo               | Passo di Vanclava - Monte Granero  |
| I - Torino       | VI Pellice - Germanasca       | 6/a Pellice                      | Torre Pellice          | Monte Granero - Col d'Abries       |
| I - Torino       | VI Pellice - Germanasca       | 6/b Germanasca                   | Perrero                | Monte Granero - Col d'Abries       |
| I - Torino       | VII Monginevro                | 7/a Cesana                       | Bousson                | Col d'Abreis - Passo Desertes      |
| I - Torino       | VII Monginevro                | 7/b Val Chisone                  | Cesana                 | Col d'Abreis - Passo Desertes      |
| I - Torino       | VIII Bardonecchia             | 8/a Colomion                     | Bardonecchia           | Passo Desertes - Monte Niblé       |
| I - Torino       | VIII Bardonecchia             | 8/b Melmise                      | Bardonecchia           | Passo Desertes - Monte Niblé       |
| I - Torino       | IX Moncenisio                 | 9/a Clapier                      | Susa                   | Monte Niblè - Rocciamelone         |
| I - Torino       | IX Moncenisio                 | 9/b Moncenisio                   | Ospizio del Moncenisio | Monte Niblè - Rocciamelone         |
| I - Torino       | Sottosettore autonomo Levanna | Sottosettore autonomo Levanna    | Lanzo Torinese         | Rocciamelone - Cima Galisia        |
| I - Torino       | X Baltea                      | 10/a Nivolet - Valgrisenza       | Valgrisenza            | Cima Galisia- Monte Rosa           |
| I - Torino       | X Baltea                      | 10/b Piccolo S.Bernardo - Seigne | San Desiderio Terme    | Cima Galisia- Monte Rosa           |
| I - Torino       | X Baltea                      | 10/c Gran S.Bernardo             | San Remigio            | Cima Galisia- Monte Rosa           |

#### Vallo alpino settentrionale
| Corpo d'armata | Settore             | Sottosettori       | Sede comando            | Posizione                       |
| -------------- | ------------------- | ------------------ | ----------------------- | ------------------------------- |
| III - Milano   | XI Laghi            | 11/a Val d'Ossola  | Domodossola             | Monte Rosa - Pizzo Martello     |
| III - Milano   | XI Laghi            | 11/b Verbano-Lario | Como                    | Monte Rosa - Pizzo Martello     |
| III - Milano   | XII Valtellina      | 12/a Morbegno      | Chiavenna               | Pizzo Martello - Cima Garibaldi |
| III - Milano   | XII Valtellina      | 12/b Bormio        | Madonna di Tirano       | Pizzo Martello - Cima Garibaldi |
| IV - Bolzano   | XIII Venosta        | 13/a Resia         | Malles Venosta          | Cima Garibaldi - Cima Libera    |
| IV - Bolzano   | XIII Venosta        | 13/b Passiria      | Merano                  | Cima Garibaldi - Cima Libera    |
| IV - Bolzano   | XIV Isarco          | 14/a Brennero      | Colle Isarco            | Cima Libera - Pizzo di Alpre    |
| IV - Bolzano   | XIV Isarco          | 14/b Vipiteno      | Vipiteno                | Cima Libera - Pizzo di Alpre    |
| IV - Bolzano   | XV Pusteria         | 15/a Drava         | San Candido             | Pizzo di Alpre - Sella Frugnoni |
| IV - Bolzano   | XV Pusteria         | 15/b Rienza        | Monguelfo               | Pizzo di Alpre - Sella Frugnoni |
| XIV - Treviso  | XVI Cadore - Carnia | 16/a Cadore        | Santo Stefano di Cadore | Sella Frugnoni - Sella Valdolce |
| XIV - Treviso  | XVI Cadore - Carnia | 16/b Val Degano    | Forni Avoltri           | Sella Frugnoni - Sella Valdolce |
| XIV - Treviso  | XVI Cadore - Carnia | 16/c Val But       | Paluzza                 | Sella Frugnoni - Sella Valdolce |
| XIV - Treviso  | XVI Cadore - Carnia | 16/d Val Chiarsò   | Paularo                 | Sella Frugnoni - Sella Valdolce |
| XIV - Treviso  | XVII Tarvisio       | 17/a Pontebba      | Pontebba                | Sella Valdolce - Monte Termine  |
| XIV - Treviso  | XVII Tarvisio       | 17/b Ugovizza      | Ugovizza                | Sella Valdolce - Monte Termine  |
| XIV - Treviso  | XVII Tarvisio       | 17/c Silizza       | Tarvisio                | Sella Valdolce - Monte Termine  |
| XIV - Treviso  | XVII Tarvisio       | 17/d Val Romana    | Fusine Valromana        | Sella Valdolce - Monte Termine  |

#### Vallo alpino orientale
| Corpo d'armata | Settore         | Sottosettori    | Sede comando         | Posizione                                               |
| -------------- | --------------- | --------------- | -------------------- | ------------------------------------------------------- |
| XI - Udine     | XXI Alto Isonzo | 21/a            | Na Logu              | Monte Termine - Passo di Piedicolle                     |
| XI - Udine     | XXI Alto Isonzo | 21/b            | Polubino             | Monte Termine - Passo di Piedicolle                     |
| XI - Udine     | XXI Alto Isonzo | 21/c            | Piedicolle           | Monte Termine - Passo di Piedicolle                     |
| XI - Udine     | XXII Idria      | 22/a            | Circhina             | Passo di Piedicolle - Strada Zolla-Selva di Piro-Cauzze |
| XI - Udine     | XXII Idria      | 22/b            | Idria                | Passo di Piedicolle - Strada Zolla-Selva di Piro-Cauzze |
| XI - Udine     | XXII Idria      | 22/c            | Montenero d'Idria    | Passo di Piedicolle - Strada Zolla-Selva di Piro-Cauzze |
| XI - Udine     | XXIII Postumia  | 23/a            | Vipacco              | Strada Zolla-Selva di Piro-Cauzze - Monte Grosso        |
| XI - Udine     | XXIII Postumia  | 23/b            | Postumia             | Strada Zolla-Selva di Piro-Cauzze - Monte Grosso        |
| V - Trieste    | XXV Timavo      | 25/a Timavo     | San Pietro del Carso | Monte Grosso - Testa d'Orso                             |
| V - Trieste    | XXV Timavo      | 25/b Nevoso     | Fontana del Conte    | Monte Grosso - Testa d'Orso                             |
| V - Trieste    | XXVI Carnaro    | 26/a Trestenico | Villa del Nevoso     | Testa d'Orso - Volosca                                  |
| V - Trieste    | XXVI Carnaro    | 26/b Bresa      | Clana                | Testa d'Orso - Volosca                                  |
| V - Trieste    | XXVI Carnaro    | 26/c Mattuglie  | Mucici               | Testa d'Orso - Volosca                                  |
| V - Trieste    | XXVII Fiume     | XXVII Fiume     | Fiume                | Borgo Marina - Monte Calvario                           |
| Zara           | Zara            | Zara            | Zara                 | Provincia di Zara - Dalmazia                            |

### All'estero

#### Guardia alla frontiera in Albania
| Comando G.a.F. | Settore       | Sottosettori                                | Sede comando          |
| -------------- | ------------- | ------------------------------------------- | --------------------- |
| 26° - Tirana   | XLI Scutari   | 41/a Miloti                                 | Pilana                |
| 26° - Tirana   | XLI Scutari   | 41/b Bojana                                 | Oblika                |
| 26° - Tirana   | XLI Scutari   | 41/c Kopliku                                | Kopliku               |
| 26° - Tirana   | XLI Scutari   | Sottosettore costiero San Giovanni di Medua | San Giovanni di Medua |
| 26° - Tirana   | XLI Scutari   | Sottosettore costiero Durazzo               | Durazzo               |
| 26° - Tirana   | XLII Scutari  | 42/a                                        |                       |
| 26° - Tirana   | XLII Scutari  | 42/b                                        |                       |
| 26° - Tirana   | XLIII Kossovo | 43/a                                        | Kukes                 |
| 26° - Tirana   | XLIII Kossovo | 43/b                                        |                       |
| 26° - Tirana   | XLIV Laghi    | 44/a                                        | Pescopia              |
| 26° - Tirana   | XLIV Laghi    | 44/b                                        |                       |
| 26° - Tirana   | XLV Librazhd  | 45/a Fieri                                  | Fieri                 |
| 26° - Tirana   | XLV Librazhd  | 45/b Ciamuria                               | Librazhd              |

#### Guardia alla frontiera nello scacchiere libico-tunisino
| Corpo d'Armata                       | Settore               | Sottosettori                      | Sede comando      |
| ------------------------------------ | --------------------- | --------------------------------- | ----------------- |
| 20° - Tripoli                        | XXVIII Zuara          | 28/a                              | Sidi Milad        |
| 20° - Tripoli                        | XXVIII Zuara          | 28/b                              | Regdalin          |
| 20° - Tripoli                        | XXVIII Zuara          | 28/c                              | Sidi abd es Samad |
| 20° - Tripoli                        | XXIX Nalut            | 29/a                              | Ain el Ghezaia    |
| 20° - Tripoli                        | XXIX Nalut            | 29/b                              | Ras el Reab       |
| 20° - Tripoli                        | XXIX Nalut            | Sottosettore autonomo Uadi Hammar | Uadi Hammar       |
| Piazza Militare di Tripoli - Tripoli | XXXIII Tripoli Ovest  | 33/a                              | Sidi Bilal        |
| Piazza Militare di Tripoli - Tripoli | XXXIII Tripoli Ovest  | 33/b                              | C. Lupini         |
| Piazza Militare di Tripoli - Tripoli | XXXIII Tripoli Ovest  | 33/c                              | C. Sottocasa      |
| Piazza Militare di Tripoli - Tripoli | XXXIV Tripoli Est     | 34/a                              | Bir ben Milad     |
| Piazza Militare di Tripoli - Tripoli | XXXIV Tripoli Est     | 34/b                              | km. 30,5 per Homs |
| Piazza Militare di Tripoli - Tripoli | XXXV Tripoli Sud      | 35/a                              | Castel Benito     |
| Piazza Militare di Tripoli - Tripoli | XXXV Tripoli Sud      | 35/b                              | Bir Langar        |
| Piazza Militare di Tripoli - Tripoli | XXXV Tripoli Sud      | 35/c                              | Suani ben Adem    |
| Piazza Militare di Tripoli - Tripoli | XXXVI Tripoli Sud Est | 36/a                              |                   |
| Piazza Militare di Tripoli - Tripoli | XXXVI Tripoli Sud Est | 36/b                              |                   |

#### Guardia alla frontiera nello scacchiere libico-egiziano
| Corpo d'Armata                       | Settore            | Sottosettori | Sede comando |
| ------------------------------------ | ------------------ | ------------ | ------------ |
| 31° - Bardia                         | XXX Bardia         | 30/a Sud     | Amseat       |
| 31° - Bardia                         | XXX Bardia         | 30/b Centro  | Giarabub     |
| 31° - Bardia                         | XXX Bardia         | 30/c Nord    | Ponticelli   |
| Piazza Militare di Tobruch - Tobruch | XXXI Ras el Meduar | 31/a         |              |
| Piazza Militare di Tobruch - Tobruch | XXXI Ras el Meduar | 31/b         |              |
| Piazza Militare di Tobruch - Tobruch | XXXII Sidi Daud    | 32/a         |              |
| Piazza Militare di Tobruch - Tobruch | XXXII Sidi Daud    | 32/b         |              |

#### Guardia alla frontiera nello scacchiere libico-sahariano
| Comando G.a.F.                       | Settore  | Sede comando |
| ------------------------------------ | -------- | ------------ |
| Comando truppe Sahara Libico - Cufra | Gadames  | Gadames      |
| Comando truppe Sahara Libico - Cufra | Serdeles | Serdeles     |
| Comando truppe Sahara Libico - Cufra | Cufra    | Cufra        |